# Gene Snitsky
 (mars 2025).
Motif : Pasages non sourcés
Eugene Alan « Gene » Snisky (né le 14 janvier 1970 à Nesquehoning) est un catcheur américain. Il est essentiellement connu pour son travail à la World Wrestling Entertainment (WWE) de 2004 à 2008. Il est un joueur de football américain à l'université du Missouri mais il ne parvient pas à jouer en National Football League ni dans la Ligue canadienne de football. Il devient alors catcheur et s'entraîne auprès d'A.J. Petrucci (en) et  d'Afa Anoaʻi et lutte principalement sur la côte Nord-Est des États-Unis principalement à la World Xtreme Wrestling. En 2004, il signe un contrat avec la WWE où il est le rival de Kane après avoir mis fin à la grossesse de Lita.

## Jeunesse
Gene Snisky fait partie de l'équipe de football américain à l'université du Missouri et joue au poste d'offensive lineman,. Après ses études, les Chargers de San Diego l'engage avant de mettre fin à son contrat. Il signe ensuite dans la Ligue canadienne de football chez les Barracudas de Birmingham mais des blessures aux épaules l'empêchent de participer à la saison et mettent fin à sa carrière de joueur de football américain.

## Carrière de catcheur
Gene Snisky commence par s'entraîner pour devenir catcheur auprès de son cousin A.J. Petrucci (en), un ancien catcheur de l'Eastern Championship Wrestling. Pa la suite, il rencontre le catcheur Samu (en) puis va à l'école de catch d'Afa Anoaʻi. Il lutte principalement à la World Xtreme Wrestling (WXW), une fédération de Pennsylvanie dirigée par Anoaʻi. Il y fait principalement équipe avec Robb Harper qu'il a connu à l'université.

### World Wrestling Entertainment (2004-2008)

#### Passage à l'Ohio Valley Wrestling(2004)
Au printemps 2004, Afa Anoaʻi envoie une cassette vidéo de Gene Snitsky à la World Wrestling Entertainment (WWE) qui l'engage début juin,. Il rejoint l'Ohio Valley Wrestling (OVW) où il continue son apprentissage auprès de Danny Davis, le fondateur de l'OVW, et de Jim Cornette. Au sein de l'OVW il incarne Gene Mondo, le frère de Mike Mondo.

#### Arrivée àRAW(2004-2006)
Gene Snitsky arrive à la WWE le 13 septembre 2004 à RAW où il affronte Kane accompagné de sa fiancée Lita alors enceinte dans un match sans disqualification. Ce combat se termine sans vainqueur après que Snitsky a fait tomber Kane sur Lita provoquant la fausse couche de cette dernière,.

#### Passage à l'ECW(2007)
Il fait juste un passage de deux mois à la ECW et a une mini rivalité avec Rob Van Dam.

#### Retour àRAWet départ (2007-2008)
Snitsky est Drafté à RAW lors du WWE Draft du 11 juin 2007. Le même soir, il affronte The Miz (qui passera d'ailleurs à ECW le 17 juin à la suite du draft supplémentaire) en tant que représentant de l'ECW et le bat facilement, mais perd ensuite le match sur décision de l'arbitre après avoir continué ses attaques après la fin du combat. 
Lors d'un Raw, il fait équipe avec Umaga et affrontent la DX mais perdent le combat.
Lors du Dark Match de WrestleMania 24, Snitsky participe à une bataille royale ou le gagnant gagne le droit d'affronter Chavo Guerrero à WM 24 pour le titre de la ECW. Mais c'est Kane qui gagnera cette bataille royale.
En 2008, lors du Intercontinental Championship Tournament pour le titre de Champion Intercontinental, il perd contre CM Punk.
Le 11 décembre 2008, Gene Snitsky est licencié de la World Wrestling Entertainment.

### Circuit indépendant (2008-2014)
Après le départ de la WWE, Snitsky fait son retour au catch à la Nu Wrestling Evolution le 11 mars 2009 à Toulon.

### Total Nonstop Action Wrestling (2014)
Il fait ses débuts le 24 juin en aidant l'équipe de Dixie Carter à gagner contre Bully Ray, Devon et Tommy Dreamer.

## Palmarès
- Athletik Club Wrestling (ACW)
  - 1 fois champion par équipes de la ACW avec Robb Harper[6]
- Lancaster Championship Wrestling (LCW)
  - 1 fois champion poids lourd de la LCW[7]
- Right Coast Pro (RCP)
  - 1 fois champion poids lourd de la RCP[8]

- World Xtreme Wrestling (WXW)
  - 1 fois champion poids lourd ultime de la WXW[9]
  - 1 fois champion poids lourd de la WXW[10]
  - 1 fois champion par équipes de la WXW avec Robb Harper[11]

## Récompenses des magazines
- Pro Wrestling Illustrated

| Année | 2004 | 2005 | 2006 | 2007 | 2008 |
| ----- | ---- | ---- | ---- | ---- | ---- |
| Rang  | 301  | 83   | 216  | 130  | 134  |